# Brachyotum nutans
Brachyotum nutans är en tvåhjärtbladig växtart som beskrevs av Henry Allan Gleason. Brachyotum nutans ingår i släktet Brachyotum och familjen Melastomataceae. Inga underarter finns listade i Catalogue of Life.